# 楊遇春宮保府
楊遇春宮保府位於四川省崇州市崇陽鎮，文物遺址年代判定為清。1996年9月16日公佈為四川省第四批省級文物保護單位。